# نزف شبكية العين
نزف شبكية العين  (بالإنجليزية: Retinal haemorrhage)‏ شبكية العين هي طبقة رقيقة من الأنسجة الحساسة للضوء على شكل قرص تقع على الجدار الخلفي للعين، تعمل الشبكية على تحويل الصورة المرئية إلى أوامر عصبية ترسل إلى الدماغ عبر العصب البصري .
يحدث نزف الشبكية نتيجة ارتفاع ضغط الدم أو انسداد الأوعية الدموية (انسداد وريد الشبكية) أو مرض السكري ،وقد يحدث عند هزّ الأطفال الرضع أو تعرضهم لضربة شديدة (متلازمة الطفل المهزوز) .

## العلاج
توصل الباحثون لطريقة حديثة من شأنها تحسين الرؤية عند المرضى المصابين بنزف في شبكية العين وهو الذي يحدث كنتيجة لانسداد في الأوعية الدموية و انفجارها، وهذا يأتي كنتيجة لانسداد الشريان الرئيسي للشبكية وهذا بسبب تدفق لكميات كبيرة من الدم فينحبس و يبدأ في التسرب ما يؤثر علي قدرة الأبصار.
و الآن فالأخصائيون سيكون في استطاعتهم معالجة هذه الحالة، ويشير البروفسور “مايكل ويب” أخصائي العيون في جامعة “ويسكينسون ماديسون”؛ إن الطريقة العلاجية المستحدثة تتمثل في أن يتم حقن الجسم الزجاجي للعين بالعقاقير المنشطة، ويضيف أنه في حال حقن العين بمنشط “الاسترويد” فهذا من شأنه أن يكون من العلاجات الفعالة طويلة المدى، ويشير إلى أن هذا من شانه أن يساعد على عدم فقدان الرؤية، و يؤكد أن النتائج كانت مثيرة.
ويشير البروفسور “مايكل” إلى أنه في حالة الانسداد بأوعية العين، يرجع الدم بداخل الأوعية؛ ما يؤهلها للانفجار، وعندها ينتهي الأمر بنزف في الشبكية، ويؤكد أن الحقن المنشطة في مقدروها أن تحسن من الحالة المرضية بأكثر من خمس مرات من الطرق التقليدية في مدة تتراوح ما بين العام إلى العامين، و الطريقة العلاجية الجديدة تعتمد على الحقن بالمنشطات للمريض لعدة مرات خلال مدة العلاج.

## وصلات خارجية
- A British Medical Journal report into retinal haemorrhaging and strokes in children